# Hidetoshi Nakata
Hidetoshi Nakata (jap. 中田英寿 Nakata Hidetoshi; ur. 22 stycznia 1977 w Kōfu, prefektura Yamanashi) – japoński piłkarz występujący na pozycji pomocnika. Jest jednym z najbardziej znanych i rozpoznawanych piłkarzy azjatyckich. Podczas swojej generacji był jednym z najlepszych pomocników świata. Został umieszczony przez Pelego na liście 100 najlepszych żyjących piłkarzy w 2004 roku. Największą popularność zdobył grając na boiskach włoskiej Serie A, w sezonie 2000-2001 zdobył mistrzostwo Włoch a w sezonie następnym Puchar Włoch. Ponadto wystąpił na wielu ważnych międzynarodowych turniejach z reprezentacją Japonii, między innymi trzykrotnie na mistrzostwach świata.

## Kariera klubowa
Karierę rozpoczął w japońskim klubie Bellmare Hiratsuka. Jego sezony w Japonii były bardzo udane, w 1997 roku został wybrany do jedenastki J. League, został także wybrany do najlepszej jedenastki XX wieku, mimo że rozegrał tam tylko 4 niepełne sezony. Zauważony przez klub AC Perugia, został kupiony za 4 miliony dolarów. W swoim debiucie ligowym przeciwko Juventusowi zdobył dwie bramki, jego klub przegrał jednak 4-3. Nakata zaliczył bardzo dobre spotkanie przeciwko Romie, zaliczył asystę a jego klub zwyciężył 3-2. W sezonie 1998–1999 zaliczył 5 asyst i zdobył 10 goli. W 1998 roku został ogłoszony najlepszym piłkarzem Azji. Kolejny czas spędzony w Perugii trwał pół sezonu, po którym został kupiony przez AS Romę za blisko 22 milionów euro.
W Romie w pierwszym sezonie często wychodził w pierwszym składzie, w drugim było to już o wiele rzadsze, a głównym powodem była duża rywalizacja w linii pomocy. Najbardziej pamiętnym meczem Nakaty w klubie ze stolicy Włoch był mecz przeciwko Juventusowi w którym wszedł na boisko na 30 minut. Strzelił wtedy bramkę oraz przyczynił się do strzelenia drugiej, zanim wszedł na boisko Roma przegrywała 2-0. Był to ważny remis powodujący utrzymanie przewagi nad Białą Damą. W tym sezonie wygrał swoje pierwsze Serie A. Nakata miał okazję w przyszłym sezonie zagrać w Lidze Mistrzów, przeniósł się jednak do AC Parmy. Rozegrał tam 3 sezony. Był kluczowym zawodnikiem podczas zdobycia przez Parmę Pucharu Włoch. W fazie pucharowej zdobył bramkę w wygranym meczu z Brescią 2-0, a także gola zdobytego przewrotką w finale z Juventusem Turyn. Dwa lata później wypożyczony do klubu z Bolonii. Następnie grał w Fiorentinie, ostatni sezon spędził na wypożyczeniu w Bolton Wanderers, nie był to udany pobyt Nakaty. Zdobył jedną bramkę i grał poniżej oczekiwań. Podczas kariery w Anglii dostał swoją jedyną czerwoną kartkę w rozgrywkach ligowych, była to podwójna żółta kartka w potyczce z Blackburn Rovers. W wieku zaledwie 29 lat zakończył karierę piłkarską.

## Kariera reprezentacyjna

### Początki
Nakata zadebiutował w seniorskiej reprezentacji 1997 roku w maju z Koreą Południową. Przedtem wielokrotnie występował w drużynach młodzieżowych. Pierwszym ważnym wydarzeniem w reprezentacji były igrzyska olimpijskie w 1996 roku, wystąpił we wszystkich meczach fazy grupowej także w tym wygranym z Brazylią, który jest nazywany przez Japończyków cudem w Miami. Kariera w kadrze narodowej zaczęła się w 1997 roku. Tego roku zadebiutował przeciwko Korei Południowej.

### Mistrzostwa świata we Francji
Po świetnych występach eliminacyjnych, Nakata został powołany do kadry Japonii na mundial we Francji. Japonia odpadła z grupy przegrywając wszystkie trzy mecze i zdobywając tylko jedną bramkę. Było to wielkie rozczarowanie. Nakata zaprezentował się jednak z dobrej strony, rozegrał wszystkie możliwe minuty. Pokazał dobrą grę. Podczas meczu z Chorwacją w jednej akcji wywalczył piłkę i zagrał fantastyczne otwierające długie podanie do kolegi z drużyny. Jego kolega nie wykorzystał jednak szansy sam na sam.
W 2000 roku odbyły się igrzyska olimpijskie w Sydney, Nakata zdobył bramkę przeciwko Słowacji. Japonia zagrała w ćwierćfinale remisując 2-2 i odpadając w karnych. Nakata jako jedyny nie wykorzystał jedenastki trafiając w słupek. Dwa lata po mundialu odbył się puchar Azji. Japonia wygrała turniej. Nakata nie został powołany ze względu na kontuzję. 4 lata później na kolejnym pucharze Azji, Japończyk także nie wystąpił, a Japonia zdobyła pierwsze miejsce kolejny raz.

### Puchar Konfederacji w 2001 roku
Po trzech meczach Japonia wyszła z grupy zdobywając 7 punktów. W półfinale zmierzyli się z Australią, którą pokonali. Gola zdobył Nakata po mocnym uderzeniu z rzutu wolnego. Zdobył drugie miejsce turnieju, co było dużym sukcesem. Nie zagrał jednak w finale, ponieważ był bardzo potrzebny w swoim klubie. Został nagrodzony brązową piłką.

### Mistrzostwa świata w Korei Południowej i Japonii
Hidetoshi podczas mundialu w swoim kraju był najważniejszą postacią ze względu na swoje osiągnięcia we Włoszech. W pierwszym meczu Japonia zremisowała z Belgią 2-2. Kolejny mecz z Rosją zakończył się zwycięstwem. W ostatnim meczu grupy Japończycy zwyciężyli 2-0, w 48 minucie na listę strzelców wpisał się Morishima, w 75 minucie Daisuke Ichikawa po imponującej akcji indywidualnej wrzucił do Nakaty, a ten mocnym strzałem głową pokonał bramkarza. Został on wybrany zawodnikiem meczu. Japonia wychodząc pewnie z grupy, z pierwszego miejsca musiała zmierzyć się ze świetnie grającą Turcją. Już w 12 minucie Davala zdobył bramkę. Mecz był bardzo wyrównany, Japonii jednak nie udało się zdobyć gola przeciwko bardzo stabilnej defensywie tureckiej. Turcja niespodziewanie zajęła 3. miejsce turnieju. Japończycy pokazali wysoki poziom w całym turnieju. Nakata został wybrany do rezerw drużyny turnieju.

### Mistrzostwa świata w Niemczech
Japonia w pierwszym meczu prowadziła 1-0 z Australią, jednak w ostatnich minutach straciła trzy bramki i mecz zakończył się porażką. Kolejne mecze były także nieudane. Drugi z Chorwacją zremisowany, a z Brazylią kolejna porażka. Japonia odpadła z rozgrywek zajmując ostatnie miejsce. Nakata czuł duży niedosyt, że nie udało się osiągnąć korzystnego rezultatu. Po mundialu zakończył karierę piłkarską. Dla reprezentacji Japonii rozegrał 77 meczów, zdobywając 11 bramek.

## Styl gry
Nakata jest piłkarzem uniwersalnym. Dobrze grającym w ofensywie i defensywie. Zazwyczaj grał jako środkowy pomocnik posiadał dobre przyspieszenie i dośrodkowania dlatego czasami grał na boku. Był bardzo dobrze wyszkolony technicznie. Posiadał znakomite podania krótkie jak i długie, drybling, kontrolę piłki a także precyzyjny strzał. Zdobywał wiele goli z dalekich pozycji. Charakteryzował się walecznością, często pomagał w defensywie. Japoński zawodnik był piłkarzem inteligentnym, zdobywał wiele asyst. Posiadał dobrą orientację. Słynął z widowiskowych bramek, dzięki swojej zwinności i precyzji wiele goli zdobywał po uderzeniach z woleja. Posiadał także mocne uderzenie głową.

## Osiągnięcia reprezentacyjne
- występy na mistrzostwach świata: 1998, 2002, 2006
- 2 razy zawodnik meczu na mistrzostwach świata
- Puchar Konfederacji 2. miejsce: 2001
- Puchar Konfederacji jedenastka turnieju, brązowa piłka: 2001
- Zespół mistrzostw świata (rezerwy): 2002

## Nagrody
- wybrany do listy FIFA 100: 2004
- Puchar Włoch: 2002 (z AC Parma)
- mistrzostwo Włoch: 2001 (z AS Roma)
- piłkarz roku w Azji: 1997, 1998
- J. League 1998: jedenastka sezonu
- Jedenastka 20 wieku J. League
- Piłkarz Japonii: 1997
- Nagroda Golden Foot: 2014[1]